# Abd-al-Jawad (nom)
Abd-al-Jawad és un nom masculí teòfor àrab islàmic (àrab: عبد الجواد, ʿAbd al-Jawād) que literalment significa ‘Servidor del Generós’, essent ‘el Generós' un atribut de Déu. Si bé Abd-al-Jawad és la transcripció normativa en català del nom en àrab clàssic, també se'l pot trobar transcrit Abdul Jawad... normalment per influència de la pronunciació dialectal o seguint altres criteris de transliteració. Com a teòfor, també el duen musulmans no arabòfons que l'han adaptat a les característiques fòniques i gràfiques de la seva llengua.
Vegeu aquí personatges i llocs que duen aquest nom.